# Élections législatives de 1951 dans l'Eure
Les élections législatives françaises de 1951 se tiennent le 17 juin. Ce sont les deuxièmes élections législatives de la Quatrième République.

## Mode de scrutin
Représentation proportionnelle plurinominale suivant la méthode du plus fort reste dans 103 circonscriptions, conformément à la loi des apparentements : les listes qui se sont « apparentées » avant l'élection remportent tous les sièges de la circonscription si leurs voix ajoutées obtiennent la majorité absolue des suffrages exprimés. Il y a 629 sièges à pourvoir.
Le vote préférentiel est admis. 
Dans le département de l'Eure, quatre députés sont à élire.

## Candidats

### Liste du Rassemblement des gauches républicaines
| N° | Candidats | Candidats            | Parti | Principales fonctions |
| -- | --------- | -------------------- | ----- | --- |
| 01 |           | Pierre Mendès France | RGR   | Député sortant, Président du conseil général, conseiller général du canton de Pont-de-l'Arche                                    |
| 02 |           | Albert Forcinal      | RGR   | Député sortant, Vice-Président du conseil général, conseiller général du canton de Gisors, maire de Gisors, industriel faïencier |
| 03 |           | André Cavelier       | RGR   | Agriculteur, maire de La Chapelle-Bayvel                                                                                         |
| 04 |           | Jeanne Billiau       | RGR   | Vice-Présidente du Parti radical-socialiste, Houlbec-Cocherel                                                                    |

### Liste du Parti communiste français
| N° | Candidats | Candidats           | Parti | Principales fonctions                                                    |
| -- | --------- | ------------------- | ----- | ------------------------------------------------------------------------ |
| 01 |           | Paul Greffier       | PCF   | Député sortant, ouvrier, ancien résistant, conseiller municipal d'Évreux |
| 02 |           | Jacqueline Champion | PCF   | Institutrice, Quittebeuf                                                 |
| 03 |           | Bernard Delhomme    | PCF   | Ouvrier agricole                                                         |
| 04 |           | Alfred Saussaye     | PCF   | Artisan charpentier, conseiller général, maire de Rugles                 |

### Liste du Rassemblement du peuple français
| N° | Candidats | Candidats       | Parti | Principales fonctions         |
| -- | --------- | --------------- | ----- | ----------------------------- |
| 01 |           | Jean de Broglie | RPF   | Auditeur au Conseil d'État    |
| 02 |           | Jérôme Bossuyt  | RPF   | Cultivateur, maire de Neuilly |
| 03 |           | René Muller     | RPF   | Commerçant                    |
| 04 |           | Maurice Capony  | RPF   | Commerçant                    |

### Liste des indépendants, des paysans et des républicains nationaux
| N° | Candidats | Candidats         | Parti | Principales fonctions |
| -- | --------- | ----------------- | ----- | --- |
| 01 |           | Bernard Pluchet   | CNIP  | Agriculteur, conseiller municipal de Saussay-la-Campagne, Président de la fédération départementale des syndicats d'exploitants agricoles |
| 02 |           | Charles Delaporte | CNIP  | Industriel, maire de Brionne |
| 03 |           | Guy de Milleville | CNIP  | Notaire, conseiller général, maire de Routot                                                                                              |
| 04 |           | Maurice Martin    | CNIP  | Ancien agriculteur, conseiller général du canton de Saint-André-de-l'Eure, maire de Garennes-sur-Eure                                     |

### Liste de la Section française de l'Internationale ouvrière
| N° | Candidats | Candidats        | Parti | Principales fonctions                                                                |
| -- | --------- | ---------------- | ----- | ------------------------------------------------------------------------------------ |
| 01 |           | Augustin Azémia  | SFIO  | Directeur d'école retraité, Vice-Président du Conseil général, ancien député, Évreux |
| 02 |           | Maurice Masson   | SFIO  | Directeur d'usine                                                                    |
| 03 |           | Marcel Roney     | SFIO  | Artisan radio                                                                        |
| 04 |           | Albert Montaille | SFIO  | Ancien contremaitre, adjoint au maire des Andelys                                    |

### Liste du Mouvement républicain populaire
| N° | Candidats | Candidats                                     | Parti | Principales fonctions                                          |
| -- | --------- | --------------------------------------------- | ----- | -------------------------------------------------------------- |
| 01 |           | René Cardin                                   | MRP   | Agriculteur, ancien Conseiller de la République, maire de Prey |
| 02 |           | Maurice Burette                               | MRP   | Employé, Vernon                                                |
| 03 |           | Marius Feugère                                | MRP   | Conseiller municipal d'Évreux                                  |
| 04 |           | René du Roux de Chevrier de Varennes de Bueil | MRP   | Agent commercial, Gisors                                       |

### Liste du Rassemblement des indépendants et paysans français
| N° | Candidats | Candidats       | Parti | Principales fonctions   |
| -- | --------- | --------------- | ----- | ----------------------- |
| 01 |           | Jacques Piver   | RPIF  | Technicien publicitaire |
| 02 |           | Jacques Judenne | RPIF  | Chef d'atelier          |
| 03 |           | Pierre Clerc    | RPIF  | Comptable               |
| 04 |           | Réginald Serra  | RPIF  | Installateur, urbaniste |

### Liste du Rassemblement des groupes républicains et indépendants français
| N° | Candidats | Candidats       | Parti | Principales fonctions                                                                |
| -- | --------- | --------------- | ----- | ------------------------------------------------------------------------------------ |
| 01 |           | André Boulard   | RGRIF | Propriétaire, ancien conseiller municipal de Paris et conseiller général de la Seine |
| 02 |           | Pierre Reynier  | RGRIF | Docteur en médecine                                                                  |
| 03 |           | Maurice Claud   | RGRIF | Ingénieur des travaux publics                                                        |
| 04 |           | Céline Cailleau | RGRIF | Infirmière                                                                           |

### Liste de défense des libertés
| N° | Candidats | Candidats        | Parti                | Principales fonctions    |
| -- | --------- | ---------------- | -------------------- | ------------------------ |
| 01 |           | Marcel Lamy      | Défense des libertés | Coiffeur                 |
| 02 |           | Henri Segaud     | Défense des libertés | Secrétaire administratif |
| 03 |           | Jacques Grundler | Défense des libertés | Secrétaire administratif |
| 04 |           | Pierre Macaire   | Défense des libertés | Employé de bureau        |

## Élus
| Député sortant       | Parti | Parti   | Député élu ou réélu  | Parti | Parti   |
| -------------------- | ----- | ------- | -------------------- | ----- | ------- |
| Paul Greffier        |       | PCF     | André Cavelier       |       | Rad soc |
| Pierre Mendès France |       | Rad soc | Pierre Mendès France |       | Rad soc |
| Albert Forcinal      |       | Rad soc | Albert Forcinal      |       | Rad soc |
| André Guillant       |       | MRP     | Bernard Pluchet      |       | CNIP    |

## Résultats

### Résultats à l'échelle du département
- Les listes du RGR-Rad soc, du CNIP, de la SFIO et du MRP se sont apparentées.
- Leurs voix cumulées représentant plus de 50% des exprimés, tous les sièges sont répartis à la proportionnelle entre les partis apparentés.

| Parti    | Parti                                                           | Tête de liste        | Résultats | Résultats | Sièges |  |
| Parti    | Parti                                                           | Tête de liste        | Voix      | %         |        |  |
| -------- | --------------------------------------------------------------- | -------------------- | --------- | --------- | ------ |  |
|          | Rassemblement des gauches républicaines*                        | Pierre Mendès France | 37 271    | 26,12     | 3      |  |
|          | Parti communiste français                                       | Paul Greffier        | 30 430    | 21,33     | 0      |  |
|          | Rassemblement du peuple français                                | Jean de Broglie      | 26 944    | 18,88     | 0      |  |
|          | Centre national des indépendants et paysans *                   | Bernard Pluchet      | 20 008    | 14,02     | 1      |  |
|          | Section française de l'Internationale ouvrière *                | Augustin Azémia      | 10 343    | 7,25      | 0      |  |
|          | Mouvement républicain populaire *                               | André Guillant       | 9 991     | 7,00      | 0      |  |
|          | RPIF                                                            | Jacques Pivert       | 2 637     | 1,85      | 0      |  |
|          | Rassemblement des groupes républicains et indépendants français | André Boulard        | 2 151     | 1,51      | 0      |  |
|          | Déf. lib                                                        | Marcel Lamy          | 1 330     | 0,93      | 0      |  |
|          |                                                                 |                      |           |           |        |  |
| Inscrits | Inscrits                                                        | Inscrits             | 164 546   | 100,00    | 4      |  |
| Votants  | Votants                                                         | Votants              | 127 549   | 77,52     |        |  |
| Exprimés | Exprimés                                                        | Exprimés             | 124 380   | 97,52     |        |  |